# Lluís Raluy i Tomàs
Lluís Raluy i Tomàs (Sant Adrià de Besòs, 25 febrer de 1942 - València, 29 de desembre de 2021) va ser un pallasso català. Fill de Lluís Raluy Iglesias i Marina Tomàs Jorba, una família d'artistes de circ, fou escriptor, músic, artista i matemàtic autodidacte.
Quan Lluís tenia 19 anys el circ emprengué una gira de més de 2 anys i mig que portà la família Raluy a països llunyans (Kenya, Uganda, Tanganika, Madagascar, Xina, Ceilan, Macau, Singapur, Cambodja, Vietnam i altres zones de l'Índic i l'Àsia). Durant aquesta gira, el circ feu una parada a la petita Illa de la Reunion.
El 1984, juntament amb el seu germà Carles Raluy es va encarregar del Circ Ringland, pertanyent a la familia, mentre que el seus altres germans, Francis i Eduard, van fundar el Circ Williams, amb seu a Mallorca. Entre 1984 i 1992, el Ringland feu diverses gires pel Carib i la mar de les Antilles i tornà a Catalunya el 1992 per actuar, ja com a Circ Raluy, a Vilanova i la Geltrú en ocasió dels Special Olimpics.
El 2016 era membre de l'espectacle del Circ Raluy Legacy, creat el juny de 2016 com a resultat de la separació del Circ Raluy en dos projectes circenses diferents. Era de la tercera generació d'artistes de la família Raluy. El seu pare va ser fundador del Circ Raluy del qual Lluís va ser, al costat del seu germà Carlos, codirector.
En una gira per Itàlia, va conèixer Barbara Rastall (anglesa de Liverpool) i secretària del club de fans de The Beatles, amb la qual Lluís va tenir la seva primera filla, Louisa Raluy, que va néixer a Milà.
L'afició per les matemàtiques el va portar a escriure tres llibres sobre la matèria. Aquesta combinació poc freqüent d'actor de circ i escriptor de llibres de matemàtiques ha estat reflectida en entrevistes de ràdio i televisió. A part dels llibres de matemàtiques, Lluís Raluy va escriure també un llibre sobre els miratges i un altre sobre el món del circ.

## Obra
- Visión matemática del espacio (en castellà).  Amposta: Gráficas Letti, 1985.
- Ingeniosa teoría del espacio y el tiempo (en castellà).  Madrid: La Casa de la Ecología, 1998. ISBN 8488781253.
- Ámbito de los números primos, su estructura y distribución, conjetura de Goldbach (en castellà).  Barcelona: Raluy Tomás, Luis, 2003. ISBN 8460765938.
- El secret dels miratges.  Girona: Cinctorres Club, 2009. ISBN 8495967340.
- El circo de los saltimbanquis (en castellà).  Barcelona: Ixorai Llibres, 2013. ISBN 8415987000.